# Dmitrij Bobyszew
Dmitrij Wasiljewicz Bobyszew (ros. Дми́трий Васи́льевич Бо́бышев, ur. 11 kwietnia 1936 w Mariupolu) – rosyjski poeta, historyk literatury i krytyk literacki.

## Życiorys
Z zawodu był inżynierem chemikiem. Wraz z Brodskim, Najmanem i Rejnem należał do grupy poetów, którym patronowała Anna Achmatowa, która poświęciła mu m.in. wiersz Piataja roza. W 1979 wyemigrował do USA, 1994 został profesorem - wykładowcą historii rosyjskiej literatury w University Illionois. W twórczości poetyckiej nawiązuje do Rilkego, uprawiając poezję religijno-filozoficzną, w której poszukiwaniom sensu i piękna i sacrum w życiu codziennym towarzyszą odwołania do świata transcendentnego. Opublikował zbiory wierszy Zijanija (Paryż 1979), Russkije tercyny i drugije stichotworienija (Petersburg 1992) i Zwieri sw. Antonija, ilustrowany bogato przez malarza i wydawcę A. Szemiakina (Nowy Jork 1989).